# 岳桐
岳桐，DSO，MC（英語：Edward Felix Norton，1884年2月21日—1954年11月3日）是一位英国军官兼登山家，在1940年8月至1941年3月間曾經出任護理總督代理香港總督羅富國的職務。

## 生平
岳桐曾先后就读于卡爾特豪斯公學与伍尔维奇皇家军事学院，此后加入英属印度的炮兵部队并参加了第一次世界大战。经住在阿尔卑斯山地区的祖父阿尔弗雷德·威尔斯介绍，岳桐开始从事登山运动，他担任过1922年及1924年英国珠峰探险队队长，期间均刷新了新的人类登山海拔记录。他的最高攀登记录为海拔8570m米，（大致沿珠峰东北山脊路线黄带区域到达大雪沟的路线），这一世界（登山）海拔记录保持了近30年，直到1952年才被最终未能登顶瑞士探险队超过。1924年，在查尔斯·格兰维尔·布鲁斯将军生病退出后，岳桐接管了珠峰探险队领队工作，岳桐在处理乔治·马洛里与安德鲁·欧文失踪及一系列后续问题上的表现获得了人们的肯定。
1930年代，他在印度和英格兰的军事参谋学院服役，曾出任皇家炮兵指挥官，1938年任馬德拉斯地区司令。在香港總督羅富國在1940年4月至1941年3月因病返回英國休假，期間的總督職務先由輔政司史美署理，至1940年8月6日，岳桐中將獲委派為署任總督，英國當局希望岳桐憑他的軍事經驗統率香港的戰備，以便應對日益緊張的東亞局勢，他在擔任護督期間推出多項戰備政策。楊慕琦被委派來港接任總督後，岳桐返回英國，於1942年退休，於1954年逝世。

## 资源

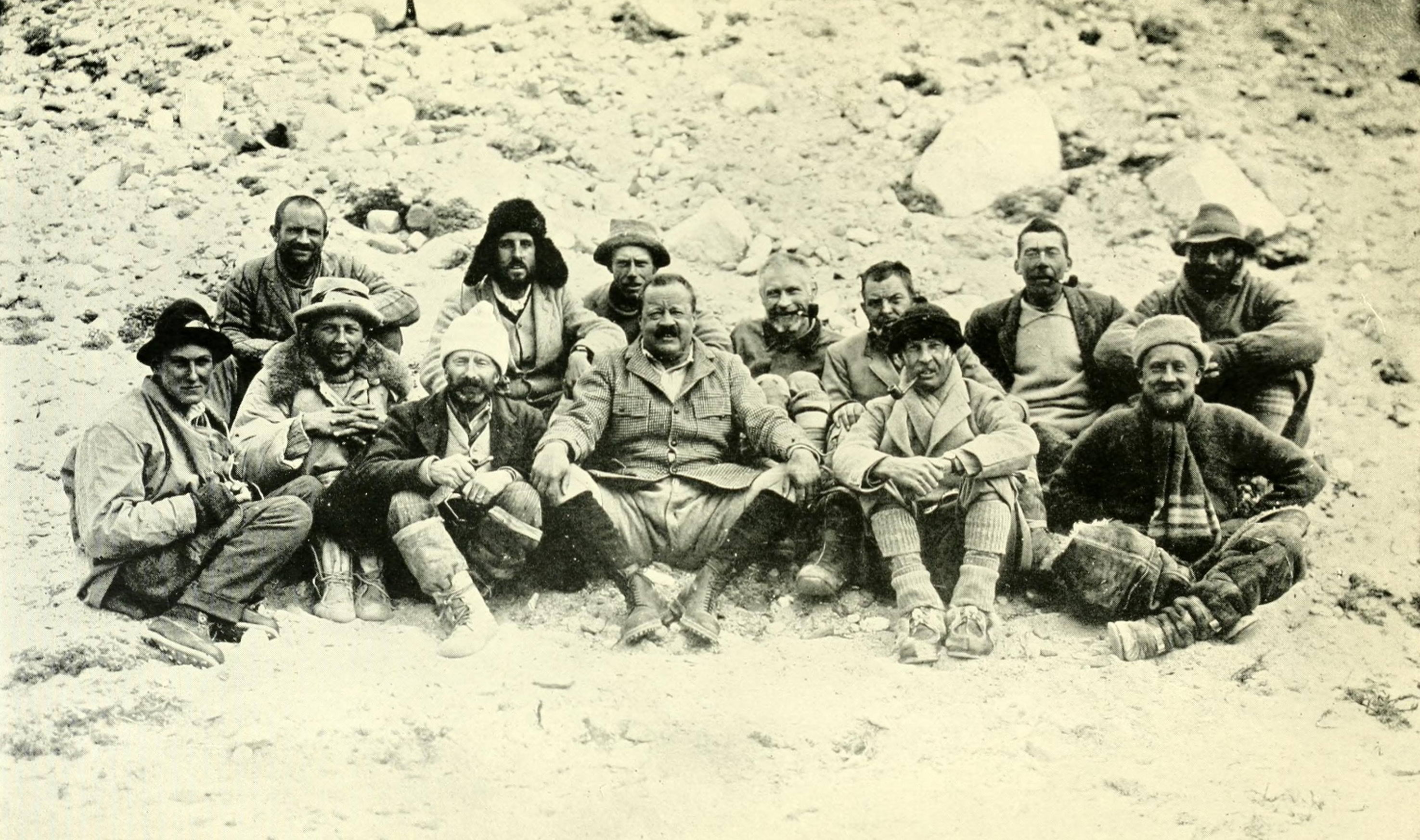
1922年英國珠穆朗瑪峰遠征隊員。岳桐為後排右一者。

- T. G. Longstaff, ‘Norton, Edward Felix (1884–1954)’, rev. Audrey Salkeld, Oxford Dictionary of National Biography, Oxford University Press, 2004
- 1924年的英国珠峰远征队, eastvirginia的日记, 豆瓣网 （页面存档备份，存于）